# El Lledó (Puig-reig)
El Lledó és un mas proper al nucli de Casserres però administrativament adscrit al municipi de Puig-reig (al Berguedà) inclòs en l'Inventari del Patrimoni Arquitectònic de Catalunya.

## Arquitectura
Masia de planta rectangular, orientada a migdia i amb el carener paral·lel a la façana principal, on s'obre una àmplia eixida d'arcs de mig punt rebaixats i una gran portalada adovellada, també de mig punt. A ponent la masia té una moderna ampliació que trenca amb l'harmonia de la supèrbia i ben construïda casa. A llevant, la masia té grans garites de guaita orientades al camí que condueix a la casa. L'ermita o capella advocada a Santa Rita està incorporada als baixos de la masia i porta a la llinda d'entrada la data de la seva fundació i consagració (1778) així com un petit òcul d'il·luminació.

## Història
Està documentada des del segle xvi i conserva un ampli arxiu familiar (protocols, pergamins, biblioteca religiosa, capbreus, etc.). "Jacme Spluga" alies Lledó surt esmentat al fogatge de 1553 com habitant del terme i parròquia de Sant Martí de Puig-reig. La genealogia de la família Lledó comença a principis del segle xvi i fins avui conserva el mateix cognom. Era una de les grans propietats dependents a l'orde militar de Sant Joan de Jerusalem de Puig-reig com a pagesos aloers del lloc. La casa conserva la capella familiar advocada a Santa Rita i concedida l'any 1778.